# Kristin Kuster
Kristin P. Kuster, nata Kristin Peterson (Raleigh, 1973), è una compositrice statunitense di musica sinfonica, vocale e da camera.

## Biografia
Kristin Kuster, nacque come Kristin Peterson a Raleigh, in Carolina del Nord e crebbe a Boulder, in Colorado. Conseguì la laurea in Doctor of Musical Arts presso l'Università del Michigan, dove studiò con William Bolcom, Michael Daugherty, Evan Chambers e William Albright. Fu insignita della Charles Ives Fellowship dell'American Academy of Arts and Letters e della Underwood Emerging Composer Commission della American Composers Orchestra. La Kuster è professore associato di Composizione presso la Scuola di Musica, Teatro e Danza dell'Università del Michigan. Vive ad Ann Arbor, nel Michigan. È stata sposata con Andrew Kuster dal 1997 al 2011.

## Stile
La Kuster "scrive in modo autorevole per l'orchestra" e la sua musica "ha un tono invitante e acuto" (The New York Times). Le composizioni colorate e trascinanti della Kuster si ispirano allo spazio architettonico, al tempo e alla mitologia. La sua musica orchestrale "dimostra senza dubbio la sua esperienza nella creazione di timbri unici".

## Lavori

### Orchestra e orchestra con voci
- Iron Diamond (2005)
- Myrrha (2006)
- Beneath This Stone (2007)
- Rain On It (2012)
- Devil's Thumb (2013)

### Opera e teatro musicale
- The Trickster & The Troll (2008)

### Fiati
- Interior (2006)
- Lost Gulch Lookout (2008)
- Two Jades (2011)

### Gruppo da camera
- Ando: Light Against Ahade (2003)
- Jellyfish (2004)
- Breath Beneath (2004)
- Ribbon Earth (2008)
- Perpetual Noon (2008)
- Midnight Mirror (2009)
- Perpetual Afternoon (2009)
- Little Trees (2009)
- Here, Leaving (2010)
- Sweet Poison (2011)
- Rain Chain (2012)
- Parting Wish (2012)
- Ribbon Windows, Curtain Walls (2013)
- Readings From the Middle Seat (2013)
- Red Pine (2014)

### Gruppo vocale
- Myrrha (2006)
- Bleed (2007)
- Redness (2008)
- Zephyrus (2009)
- Home (2010)
- Given a Body (2012, 2013)
- Volta (2013)
- Moonrise (2013)
- White Hurricane: 1915 (2014)

### Voce solista
- Silken Branches (2007)
- Soon (2007)
- Sorrow (2007)
- Dream Black Night (2007)
- Long Ago (2008)
- King (2013)